# Első bécsi forradalom

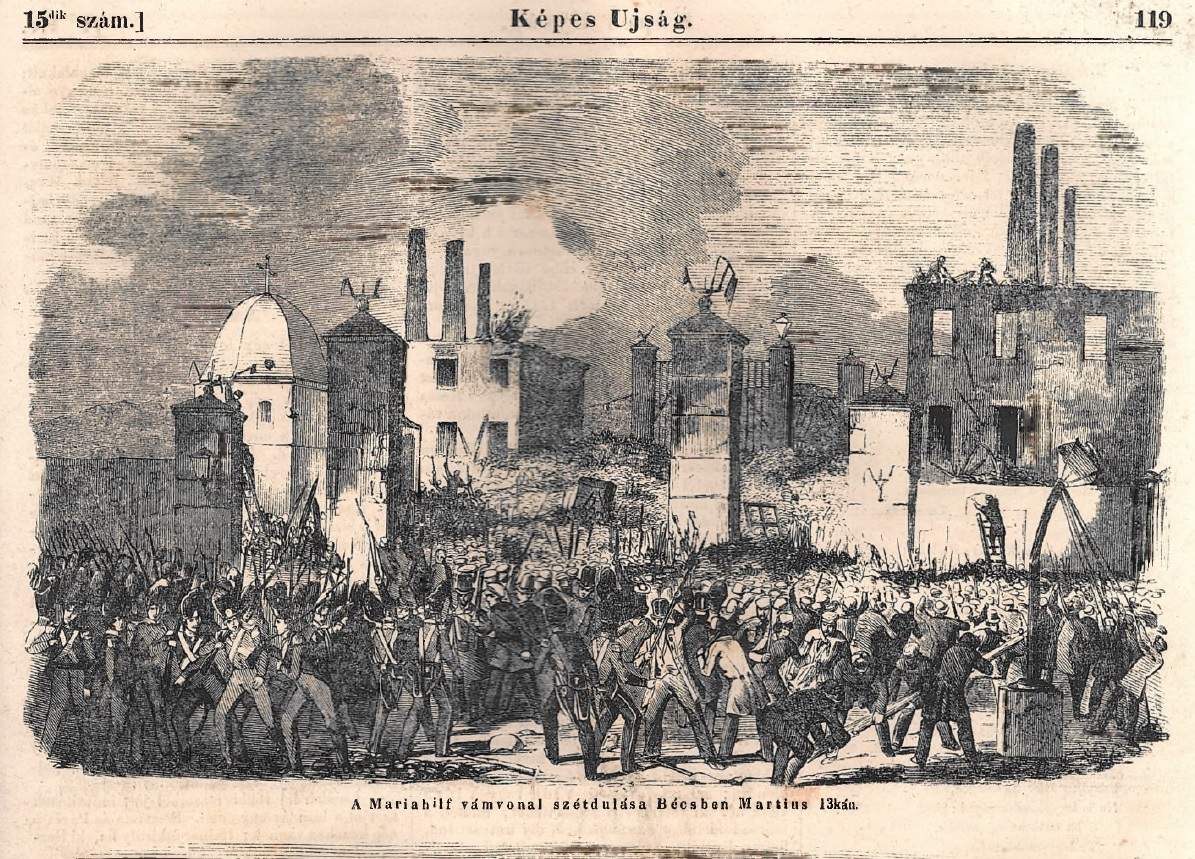
A forradalmi Bécs 1848 március 13-án. A kassai Képes Ujság illusztrációja, 1848-ban

Az első bécsi forradalom 1848. március 13-án robbant ki, egy Metternich kancellár menesztését követelő tüntetés folyományaként. Az utcai harcok és az azt követő szembenállás során a bécsi népnek (köztük a nagyon fontos szerepet játszó egyetemistáknak) sikerült elérnie, hogy új kormány álljon fel, sőt, Ferdinánd császár alkotmányt adott, és megígérte, hogy 1849. január elsejétől megszűnik minden jobbágyi szolgáltatás az egész Habsburg Birodalomban.

## Előzmények

### Feszültségek Bécsben

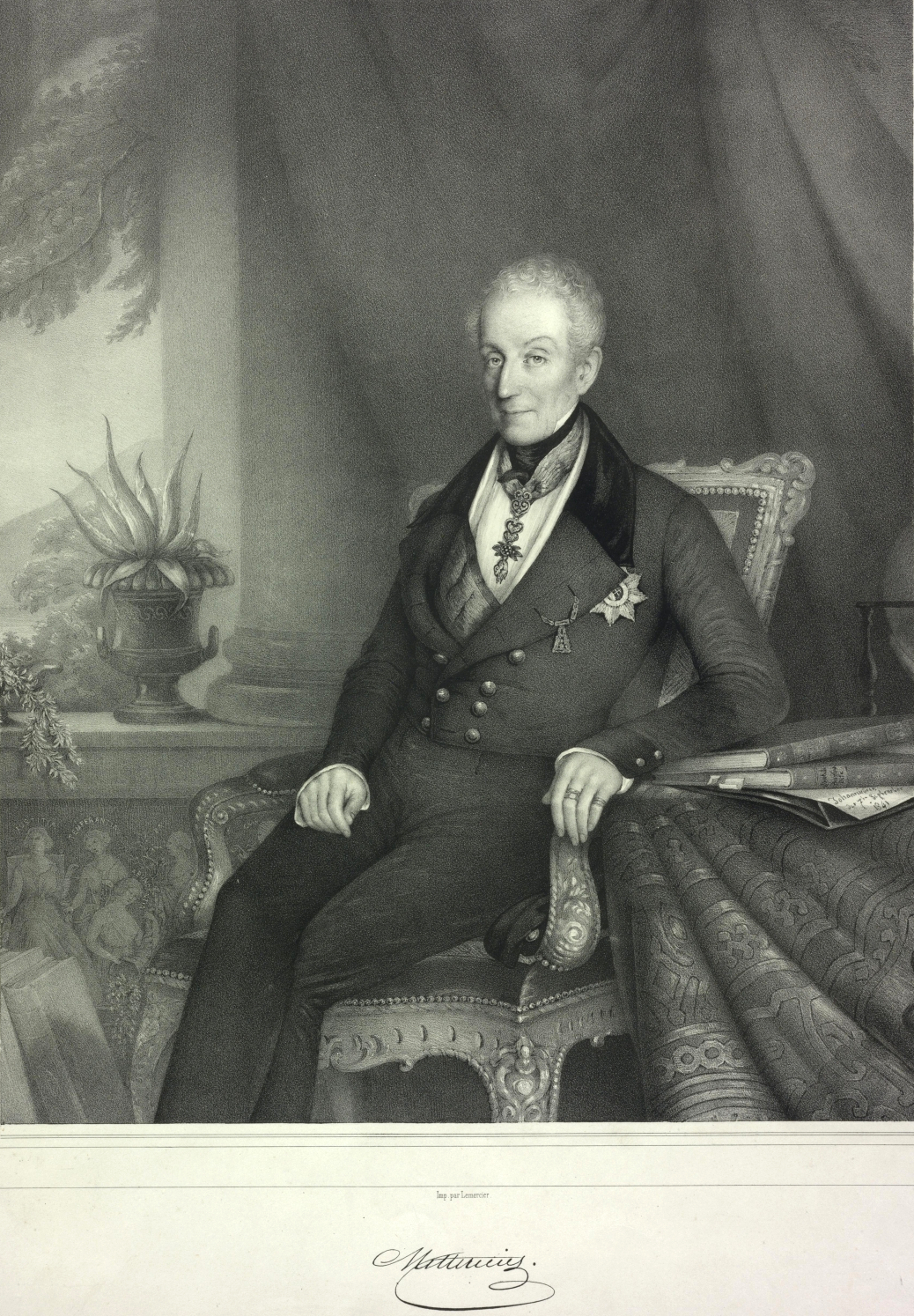
Klemens Wenzel Lothar von Metternich kancellár

Bár a bécsi ellenzék nem volt annyira szervezett, mint a francia, 1848-ra már itt is kialakult a liberálisok és a radikálisok köre, akik kritikával illették Metternich rendszerét. A liberális értelmiségiek fő szervezete az 1842-ben alapított Jog-Politikai Olvasóegylet (Juridisch-Politischer Leseverein) szigorú rendőri ellenőrzés alatt állt, a sajtót pedig a cenzúra tartotta megfigyelés alatt, ez azonban nem volt elég ahhoz, hogy megakadályozza az ellenzék növekedését.
Emellett az 1847. évi rossz termés és a gazdasági nehézségek miatt utcára került tömegek Bécsben is súlyos problémát jelentettek. Rendszeresek voltak az éhséglázadások, csakúgy, mint az élelmiszerüzletek kifosztása.

### Megérkezik a forradalmak híre
Február 29-én érkezett meg a párizsi forradalom híre Bécsbe, a liberálisokat emellett a német államokból érkező hírek és Kossuth március 3-i beszéde hozta mozgásba. Egyre-másra születtek a petíciók, először az Olvasóegyleté, majd az alsó-ausztriai tartományi gyűlés és a gyárosok is megfogalmazták elvárásaikat. Döntő szerepet játszott az egyetemisták fellépése. Ők azután csatlakoztak a 13-ára meghirdetett tüntetéshez, hogy sajtószabadságot, tanszabadságot, vallási egyenjogúságot és választójogi reformot követelő petíciójukra 12-én nem reagált érdemben a kormányzat.

## A forradalmi események

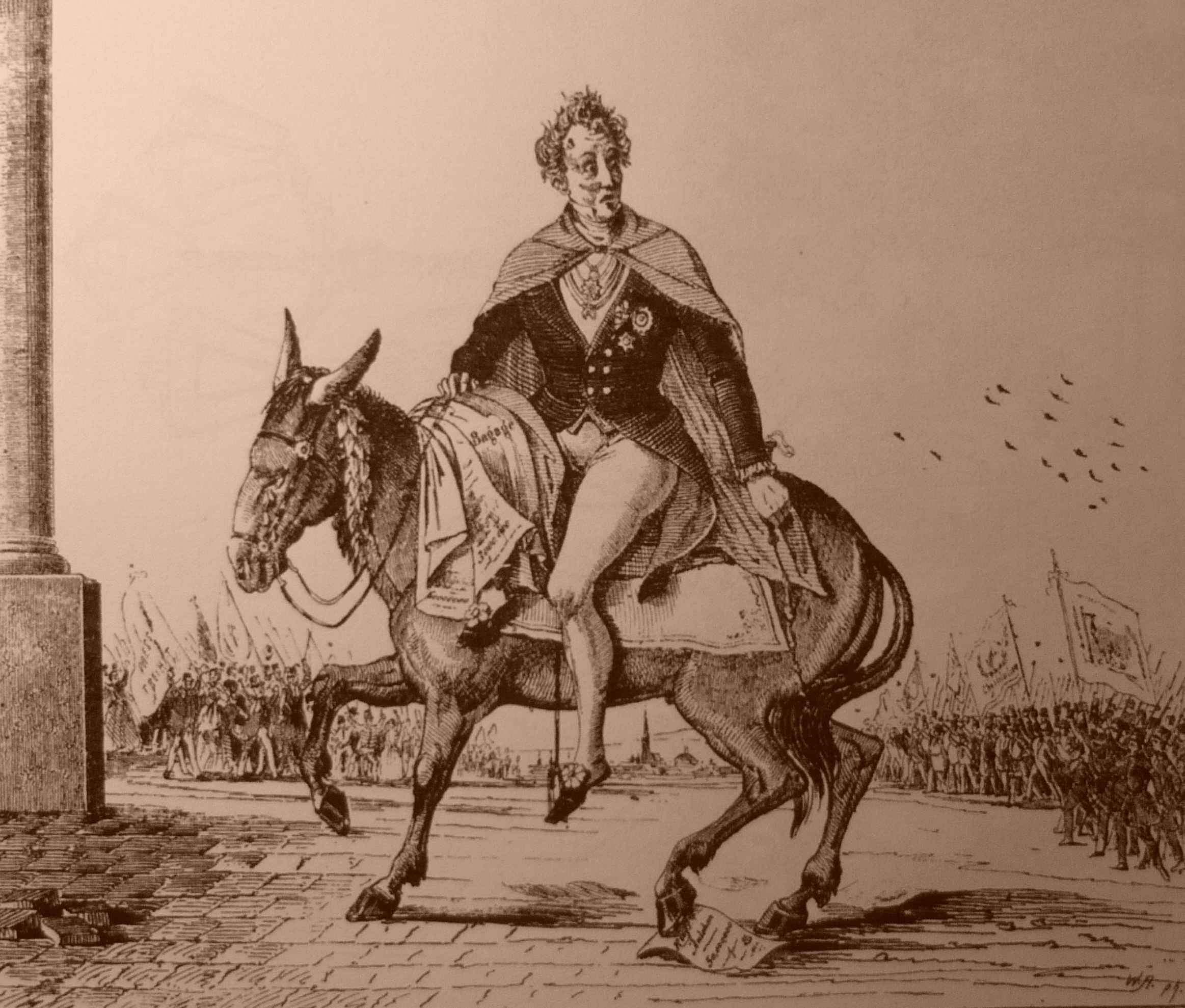
Metternich futása, korabeli gúnyrajz

Március 13-án délelőtt nyitották meg a tartományi gyűlést a Landhausban, erre az eseményre időzítették a tüntetést. Nagy tömeg érkezett, polgárok, diákok és bámészkodók egyaránt. Miután a tüntetők küldötteit nem engedték be, a diákok behatoltak a tanácsterembe, és rászorították a rendeket, hogy velük tartsanak a Burghoz, ahol Metternich leváltását követelték. Mivel déltájban még mindig nem mutatott engedékenységet az udvar, a tüntetők a külvárosi munkásságot hívták segítségül. Ekkor a katonaságot bevetették, bezárták a belvárost körülvevő falak kapuit, és megkísérelték a tüntetést feloszlatni. Ez azonban nem sikerült, a Landhausnál ellenállásba ütköztek a katonák, és miután sortüzet adtak le, a belvárosban hamar megindult a barikádharc. A vérontást látva a polgárőrség nem vett részt a katonaság akciójában, és petíciót nyújtottak be, hogy vonják ki a katonaságot Bécsből, menesszék Metternichet és fegyverezzék fel a diákságot. Miután a harcok nem csitultak, Metternich este lemondott.
Ez azonban még nem hozott teljes megnyugvást, 14-én a külvárosokban tovább folyt a fosztogatás, és a polgárságban gyanút ébresztett, hogy Windisch-Grätz herceg teljhatalmat kapott a helyzet megoldására. A kedélyek lecsillapítására 14-én az uralkodó engedélyezte a nemzetőrség felállítását, menesztette Sedlnitzky rendőrfőnököt, és Albrecht főherceget, és 15-én megígérte, hogy alkotmányt ad.
A március 17-én kinevezett új kormányt Metternich ellenfele, Franz Anton von Kolowrat-Liebsteinsky gróf vezette, március 29-én a rendőrség átszervezésére került sor. Április 9-én megjelent a nemzetőrség ideiglenes szabályzata, a diákok pedig felállíthatták a szervezetileg elkülönülő Akadémiai Légiót. A következő napokban kihirdették, hogy következő évvel eltörölik az összes paraszti szolgáltatást a birodalomban, majd április 25-én a császár alkotmányt adott az örökös tartományoknak.
Május során már a kiváltságok visszavonására törekedett az udvar. 14-én rendelettel kísérelte meg feloszlatni az Akadémiai Légiót, erre kitört a második bécsi forradalom, a császár és udvara Innsbruckba szökött.